# 11 Brygada Artylerii Polowej (austro-węgierska)
11 Brygada Artylerii Polowej (11. Art.-Brig., 11. FABrig.) – brygada artylerii polowej cesarskiej i królewskiej Armii.

## Historia brygady
1 maja 1885 roku we Lwowie została utworzona 11 Brygada Artylerii (niem. 11. Artillerie-Brigade). Brygada była podporządkowana komendantowi 11 Korpusu, a w jej skład wchodził:
- 11. Galicyjski Pułk Artylerii Korpuśnej we Lwowie,
- 21. Ciężki Dywizjon (niem. 21. Schwere Batterie-Division) we Lwowie,
- 22. Ciężki Dywizjon (niem. 22. Schwere Batterie-Division) w Tłumaczu[1].

Komendant brygady był równocześnie brygadierem artylerii w Komendzie 11 Korpusu – organem pomocniczym komendanta korpusu.
W 1886 roku 22. Ciężki Dywizjon został przeniesiony z Tłumacza do Stanisławowa.
W 1890 roku 11. Galicyjski Pułk Artylerii Korpuśnej został przemianowany na 11. Galicyjsko-bukowiński Pułk Artylerii Korpuśnej. W tym samym roku 21. Ciężki Dywizjon został przeniesiony ze Lwowa do Stanisławowa, a 22. Ciężki Dywizjon ze Stanisławowa do Lwowa. Równocześnie oba dywizjony zostały przemianowane na 21. i 22. Dywizjon (niem. 22. Batterie-Division).
Na początku 1892 roku ze składu 11. Galicyjsko-bukowińskiego Pułku Artylerii Korpuśnej wyłączono 42. Dywizjon w Stanisławowie i podporządkowano bezpośrednio komendantowi 11 Brygady Artylerii.
Z dniem 1 stycznia 1894 roku została wprowadzona w życie kolejna reorganizacja, w ramach której:
- 11 Brygada Artylerii przejąła od 11. Pułku Artylerii Korpuśnej nazwę wyróżniającą „Galicyjsko-bukowińska”,
- 21. Dywizjon w Stanisławowie został rozwinięty w 31. Pułk Artylerii Dywizyjnej,
- 22. Dywizjon we Lwowie został rozwinięty w 32. Pułk Artylerii Dywizyjnej,
- 42. Dywizjon w Stanisławowie został rozwinięty w 33. Pułk Artylerii Dywizyjnej[6].

Organizacja pokojowa w 1914 roku:
- Pułk Haubic Polowych Nr 11 we Lwowie
- Pułk Armat Polowych Nr 31 w Stanisławowie
- Pułk Armat Polowych Nr 32 we Lwowie
- Pułk Armat Polowych Nr 33 w Stanisławowie
- Dywizjon Artylerii Konnej Nr 11 we Lwowie[7]

## Komendanci brygady
- płk / GM Michael von Trapsia (1885 – 1888 → komendant 3 Brygady Artylerii)
- plk Otto Gerstner (1888 – 1890 → komendant 13 Brygady Artylerii)
- płk Karl Kunert von Kunertsfeld (1890 – 1894)
- GM Rudolf Dieterich (1914)